# Świniarki (szczyt)
Świniarki (979 m) – szczyt w Beskidzie Sądeckim, w Paśmie Radziejowej. Jest kulminacją grzbietu odbiegającego z południowego wierzchołka Bukowinek (1209 m) w kierunku południowo-zachodnim, skręcającego następnie na południe. Okolice szczytu są pokryte lasem, jednakże w południowej części grzbietu występują polany, a w okolicach miejscowości Czarna Woda – części wsi Jaworki – schodzący do doliny potoku Czarna Woda stok Opołta będący jego zakończeniem jest bezleśny. Stoki zachodnie opadają do Starego Potoku, natomiast zachodnie do potoku Kotelnicznego. W grzbiecie Świniarek nie przebiegają szlaki turystyczne.
Świniarki znajdują się w granicach wsi Jaworki w województwie małopolskim, w powiecie nowotarskim, w gminie miejsko-wiejskiej Szczawnica.

## Przypisy

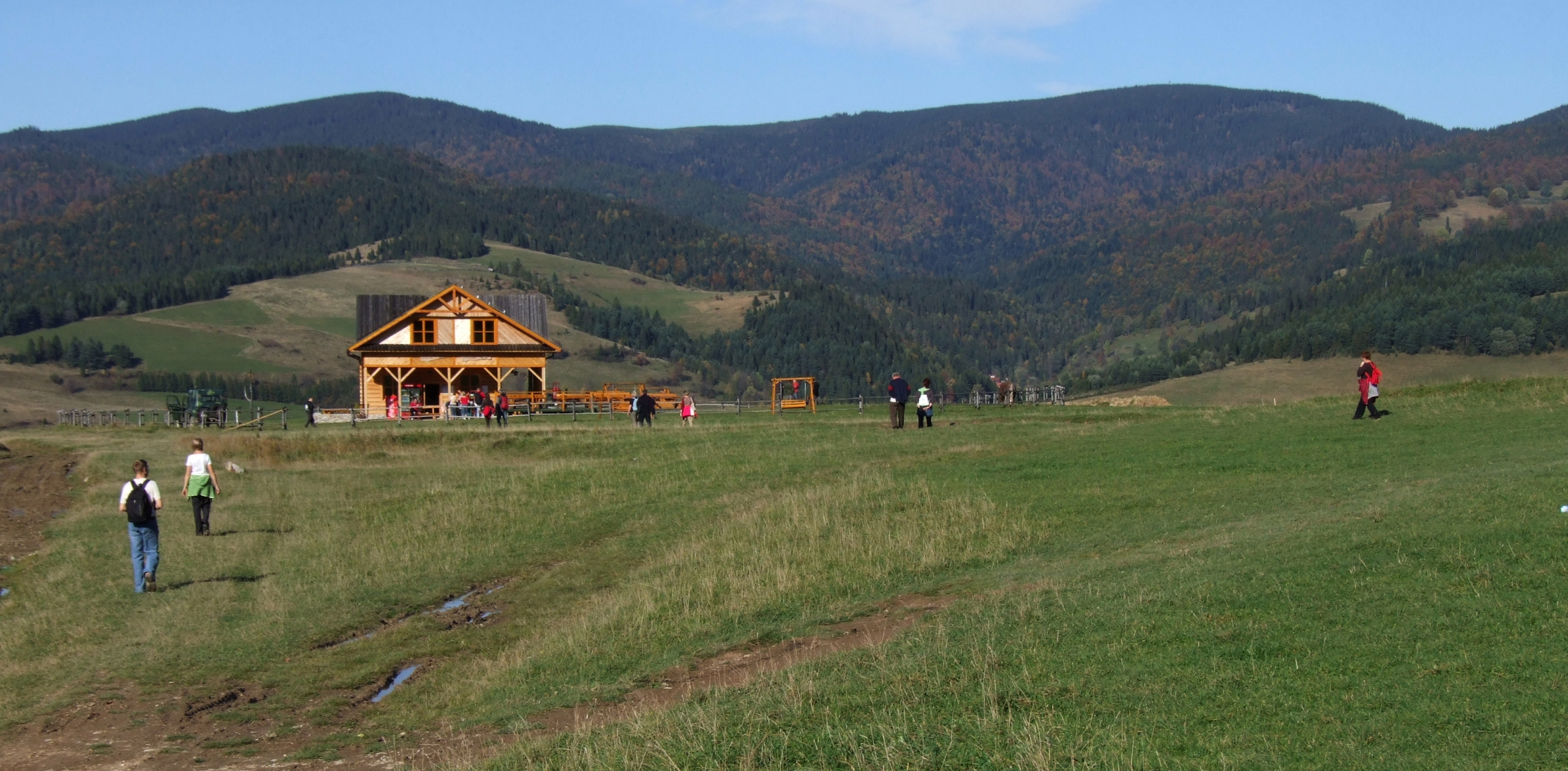
Powyżej bacówki w Jaworkach Świniarki, nad nimi 2 wierzchołki Złomistych Wierchów i Radziejowa